# Architect

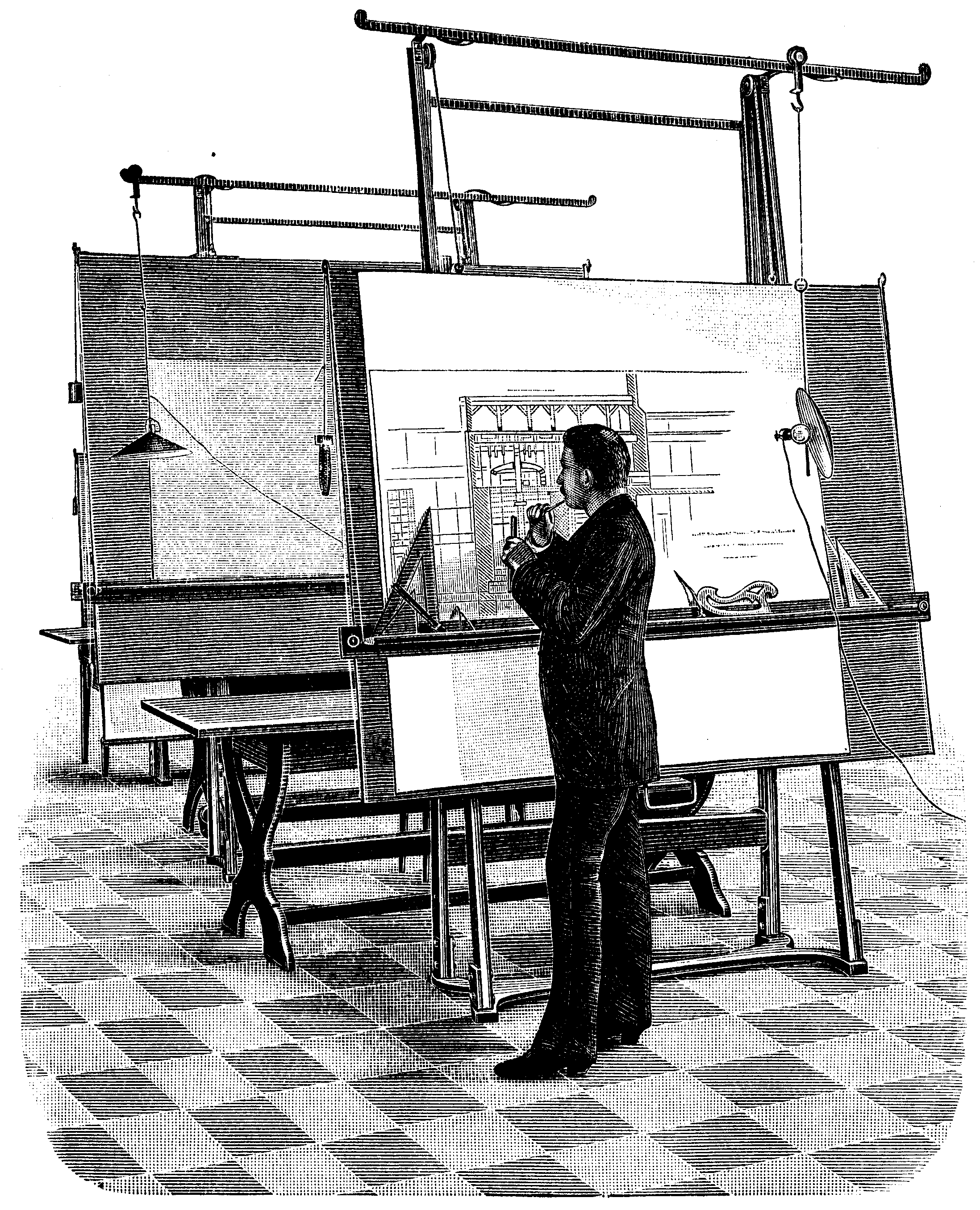
Een architect bij zijn tekenbord, 1893

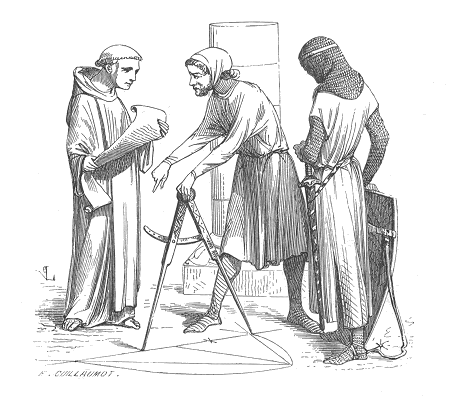
Middeleeuwse architecten

Een architect  (Grieks: architektón: bouwmeester; archi: opper, tektón: bouwer) is een ontwerper van gebouwen, die het ontwerp visualiseert en de verwerkelijking ervan technisch en administratief begeleidt.
Soms komt men het synoniem bouwmeester tegen zoals de "Vlaamse Bouwmeester" die de overheid adviseert inzake bouwprojecten, de Nederlandse "Rijksbouwmeester".
Nauw gerelateerd aan het werk van de architect is dat van de stedenbouwkundige. In Nederland en Vlaanderen genieten zij doorgaans dezelfde basisopleiding en gaat men zich in de laatste fase van de studie pas specialiseren; of men volgt een bijkomende specialisatie na de studie.

## Vakgebied en opleiding
Een architect ontwerpt gebouwen (woningen, kantoren, fabrieken, kerken, sportcentra en dergelijke). Vroeger werd zo'n persoon een bouwmeester genoemd. Hiermee bedrijft een architect architectuur, een toegepaste kunstvorm.

### Nederlandse opleiding
In Nederland bestaan er meerdere opleidingstrajecten waardoor men in aanmerking kan komen voor inschrijving in het architectenregister waarna men de titel van architect mag voeren:
- via de praktijk (staatsexamen).
- via de Technische Universiteit Delft of de TU Eindhoven. Zij leiden op tot de internationaal erkende titel Master of Science en de Nederlands erkende titel (bouwkundig) ingenieur (ir.).
- via de verschillende Academies van Bouwkunst. (zie Academie van Bouwkunst) Vervolgopleiding na eerst de HTS of Kunstacademie gevolgd te hebben. Na afronding verkrijgt men hier de (internationale) titulatuur Master of Architecture.
- als men in één land binnen de EU recht heeft op het uitoefenen van het beroep architect, dan mag men dit beroep in de gehele EU uitoefenen.

### Vlaamse opleiding
In Vlaanderen zijn er twee opleidingen (aangevuld met een twee jaar durende stage) die leiden tot de beroepstitel van architect:
- De burgerlijk ingenieur-architect: een universitair geschoolde burgerlijk ingenieur ("ir"). Volgens de nieuwe benaming in het hoger onderwijs: "Master in de ingenieurswetenschappen". Een vijfjarige opleiding, met enkele gemeenschappelijke vakken met de bouwkundig ir.; Universiteit Gent; Vrije Universiteit Brussel; Katholieke Universiteit Leuven.
- Een vijfjarige opleiding tot "Master in de architectuur" aan een van de vier architectenscholen. Deze architectenscholen leiden ook op tot "Master in de interieurarchitectuur". Deze opleidingen zijn sinds 2013 een universitaire opleiding.

Er is ook de mogelijkheid om in te stromen in de Master in de architectuur. Daarvoor dient men wel in het bezit te zijn van een compatibele professionele bachelor, bvb toegepaste architectuur, bouwkunde of interieurvormgeving. Een dergelijk schakelprogramma bestaat over het algemeen uit 90 ECTs of meer.
Een architect kan een ontwerp maken voor nieuwbouw, maar ook voor restauratie of herinrichting van een bestaand gebouw (renovatie).

## Bescherming van de beroepstitel
In veel landen is het beroep van architect beschermd enerzijds doordat iedere bouwaanvraag door een erkend architect moet worden ondertekend; en anderzijds doordat de erkenning als architect afhangt van het lidmaatschap van een beroepsorganisatie of het bezitten van bepaalde diploma's. De architect wordt gedeeltelijk verantwoordelijk geacht voor de kwaliteit van het uiteindelijke bouwwerk, en die verantwoordelijkheid vertaalt zich soms juridisch in burgerrechtelijke aansprakelijkheid.
In Nederland mogen alleen personen die zijn ingeschreven in het Architectenregister de beschermde titel 'architect' voeren. Aan de toelating tot het register zijn strenge opleidingseisen verbonden. Als een persoon niet is ingeschreven, mag deze persoon volgens de wet op de architectentitel zelfs niet suggereren dat die persoon architect is of "architectonisch" of "onder architectuur" werkzaam is. Een IT-specialist, die zich architect noemt, is niet in overtreding van de wet op de architectentitel, omdat dit niet gaat om werkzaamheden als architect, stedenbouwkundige, tuin- of landschapsarchitect of interieurarchitect.
Daarnaast zijn in Nederland veel architecten aangesloten bij de beroepsorganisatie BNA, de Branchevereniging Nederlandse Architectenbureaus. Dit wordt door opdrachtgevers vaak als keurmerk gezien.
Sinds 2014 is het als afgestudeerde aan de universitaire opleiding bouwkunde (bachelor en master) niet meer mogelijk meteen de beschermde titel "architect" aan te vragen. Op grond van de Wet op de architectentitel (WAT) is de beroepservaringperiode (BEP) verplicht gesteld voor iedereen die na 31 december 2014 afstudeert in een van de vakdisciplines architectuur, stedenbouw, tuin- en landschapsarchitectuur of interieurarchitectuur en zich wil inschrijven in het architectenregister. Dit betekent dat na de studietijd eerst nog een beroepservaringperiode moet volgen voordat men zich in het architectenregister kan registreren.
In België is het beroep van architect sedert 1939 beschermd. De architecten zijn wettelijk verplicht zich aan te sluiten bij de "Orde van Architecten". Doen ze dat niet, dan kunnen ze geen vergunningsaanvraag indienen voor het bouwen of verbouwen van een woning.

## Werkwijze
Gewoonlijk ontvangt de architect een ontwerpopdracht van een opdrachtgever, ook bouwheer genoemd. Dit kan een particuliere opdrachtgever zijn, een woningcorporatie, een gemeentebestuur, een bestuur van een vereniging, stichting of kerk, de directie van een fabriek, bedrijf of onderneming, een overheidsinstantie, en dergelijke.
De architect maakt dan eerst een schetsontwerp met raming van de kosten. Om het schetsontwerp te verduidelijken naar de opdrachtgever toe wordt soms een maquette gemaakt. In een eerder stadium maakt de architect of ontwerper studiemaquettes om zo het ontwerp voor zichzelf te visualiseren. Na  het schetsontwerp volgt een voorlopig ontwerp en daarna het definitief ontwerp. Als de opdrachtgever zich in het definitief ontwerp kan vinden, dan wordt vervolgens het bestek en de erbij behorende bestektekeningen gemaakt. Daarna kan er een openbare of onderhandse aanbesteding plaatsvinden. Bij deze twee vormen wordt het werk doorgaans aan de laagste inschrijver gegund: de gunning. Ook kan hij of zij in samenwerking met een aannemer een offerte, een vooropgave (of raming) van de kosten van het bouwproject maken. Als deze wordt goedgekeurd, gaat men verder met het uitwerken van een project. Dit is de meest rechtlijnige vorm van aanbesteden.
Ook komt het voor dat een aannemer of projectontwikkelaar grond koopt en daarop een eigen bouwproject begint, waarbij hij of zij een architect de ontwerpopdracht geeft. De architect is in principe verantwoordelijk voor het programma, vorm, indeling, constructie, kleur en materiaalkeuze, aan de hand van de financiële, functionele en esthetische eisen en wensen van de opdrachtgever. Bij de lineaire werkwijze maakt de architect een ontwerp, laat het daarna verder uitwerken en controleren door bouwkundige adviseurs, waarna het door de aannemer wordt gebouwd.
Complexe installatiesystemen, constructiemethoden, toenemende gebouwgrootte en de technische integratie van de façade vraagt om externe specialisten die de architect al ondersteunen tijdens de ontwerpfase. Ze ontwerpen mee met de architect vanuit de kennis van hun eigen vakgebied. Doordat verscheidene vakdisciplines uit de bouwwereld hun kennis en expertise toepassen tijdens het maken van het ontwerp worden latere onvoorziene kosten voorkomen en ontstaan er in de latere fase minder snel problemen. De hoofdaannemer wacht bijvoorbeeld niet tot de architect het project op zijn bordje serveert, maar praat tijdens het ontwerp al mee over eventuele problemen bij de assemblage van een gebouw. Deze werkwijze heet integraal ontwerpen en gewoonlijk vormen de opdrachtgever in samenwerking met de architect de projectleiding over dit integrale bouwteam. De taak van de architect is meestal het ontwikkelen van een ontwerpvisie en een ruimtelijk plan en het bewaken van de algehele kwaliteit van het eindproduct door directie te voeren over het bouwteam bestaande uit specialisten (constructeur, bouwfysicus, bouwtechnoloog etc.).

## Tekenwerk
De architect zal na het schetsontwerp het bestek en de bijbehorende tekeningen maken. Werktekeningen en detailtekeningen van plattegronden, gevels, kozijnen, raam- en deurpartijen worden door tekenaars op zijn bureau gemaakt of uitbesteed aan een tekenbureau.
Voor het ontwerp en technisch tekenwerk gebruikt men computerprogramma's, computer-aided design (CAD) en building information models (BIM). 
Tot circa 1980 gebeurde het tekenwerk met potlood, pennen zoals de trekpen en de buisjespen, papier, gum en liniaal op de tekentafel. Ook gebruikte men eenvoudige grafische hulpmiddelen, zoals mallen en arceermiddelen.
Zijn de tekeningen klaar en zijn er technische berekeningen in het ontwerp, dan gaat alles naar een constructeur die constructieve aspecten berekent van een bouwwerk, zoals de boogspanning en de draagkracht van muren en kolommen, en naar de bouwfysisch adviseur die de thermische, hygrische, akoestische, brandtechnische en energetische aspecten berekent. Voor het verkrijgen van een Nederlandse bouwvergunning moet de draagconstructie conform het Bouwbesluit en Eurocodes zijn nagerekend. Is alles in orde en is de opdrachtgever tevreden met het ontwerp, dan schrijft de architect het bestek, een vaak stevig boekwerk waarin alle aspecten die bij de bouw aan de orde komen en dus voor de aannemer van belang zijn, gedetailleerd worden uitgewerkt. Hieronder vallen onder andere de te gebruiken materialen, kleuren, maten en wijze van constructie.

## Goedkeuring van bouwwerk
Het ontwerp moet niet alleen door de opdrachtgever en constructeur worden goedgekeurd, maar ook door gemeentelijke en overheidsinstanties, zoals bouw- en woningtoezicht. In Nederland gelden bouwregels (bouwbesluit), bijvoorbeeld voor de hoogte en het aanzicht van het bouwwerk, zoals het bestemmingsplan en de welstandscommissie (ook wel schoonheidscommissie genoemd). Meestal voert de architect hierover zelf de besprekingen. Soms moeten bepaalde aspecten van het ontwerp worden aangepast.
Geven de instanties eenmaal hun fiat, dan kan de aannemer met de bouw beginnen. Tijdens de bouw houden aannemer en architect nauw contact en een betrokken architect zal regelmatig bij de uitvoering gaan kijken. Daarbij kunnen technische besprekingen plaatsvinden met de opzichter, die namens de architect toeziet op de bouwwerkzaamheden, en eventueel met de uitvoerder, die de verantwoordelijkheid heeft voor het uitvoerend werk namens de aannemer.
Indien bij de opdracht van de architect de directievoering van het bouwproject ook is opgenomen, zal de architect zorg moeten dragen voor een goed verloop van deze vergaderingen en de verslaglegging ervan.
Is het bouwwerk gereed, dan vindt de officiële oplevering of overdracht aan de opdrachtgever plaats.

## Verdiensten
Wat een architect aan een bouwproject verdient, het honorarium, hangt meestal af van de totale bouwsom. De architect ontvangt daar gewoonlijk een bepaald percentage van. Voor de hoogte van dit percentage bestaan richtlijnen, die vanwege Europese Regelgeving (anti-kartelvorming) echter geen status meer hebben.
Er is door onder andere BNA een regeling gemaakt waarin de rechtsverhouding tussen architect en opdrachtgever is beschreven, genaamd De Nieuwe Regeling, DNR 2005. In 2011 is daarvan een vernieuwde versie, DNR 2011 verschenen. In juli 2013 is een herziene versie uitgebracht, met behoud van de naam DNR 2011.